# Традиционные тибетские праздники

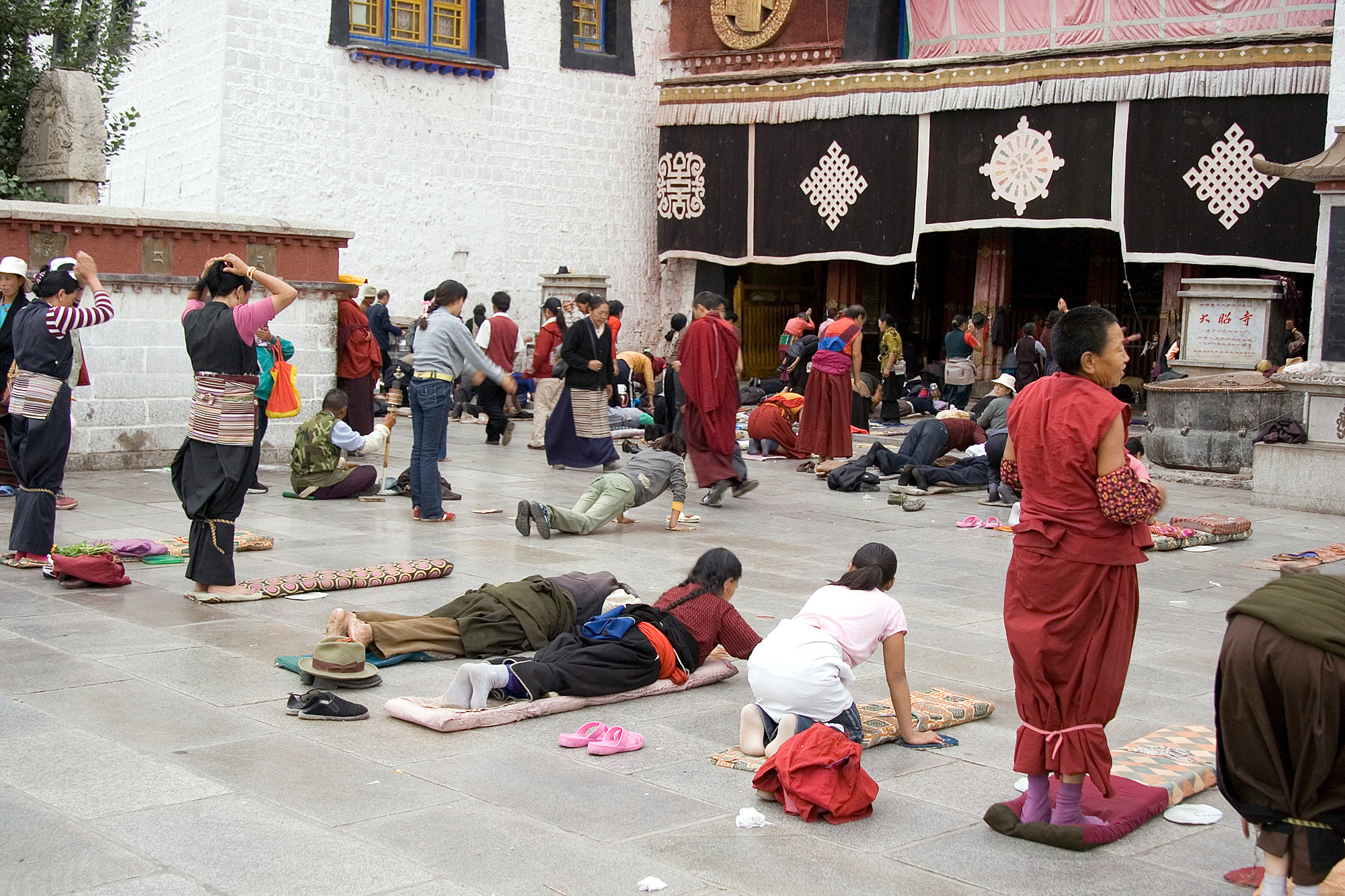
Пилигримы у храма Джоканг в Лхасе во время праздника Монлам

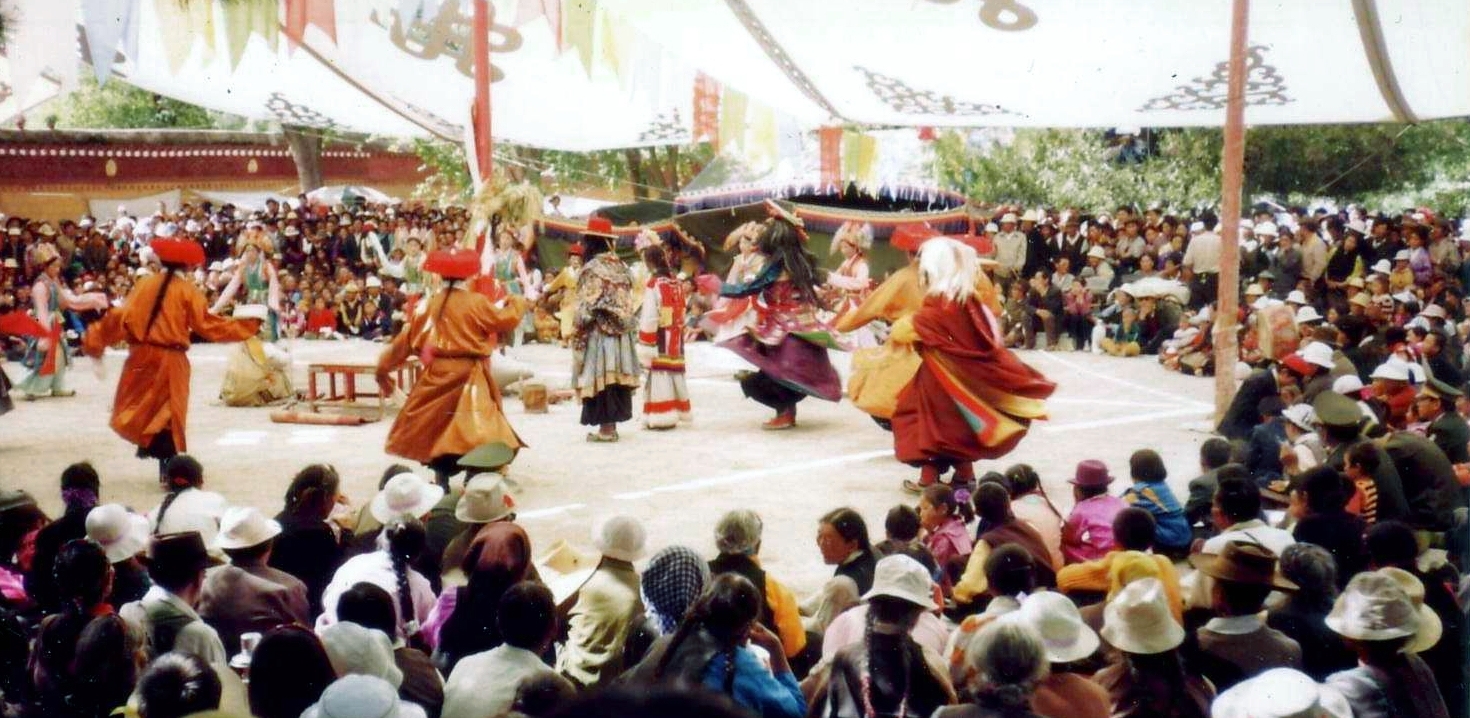
Фестиваль йогурта, Норбулинка, Лхаса, 1993

Традиционные тибетские праздники записаны в тибетском календаре, который ведёт свои основные положения от Винаи и празднованиями значимых событий в жизни Будды. Во время празднований совершаются религиозные обряды. Монахи при этом выступают как актёры, а миряне — как зрители. Совершаемые культовые обряды, как считается, порождают заслуги, которые помогают очищаться от плохой кармы.
Самыми важными днями тибетского календаря считаются дни, связанные с деяниями Будды. Религиозный календарь достигает своего максимума в день, в который, как считается, Будда достиг просветления (в этот же календарный день он родился, привёл в движение Колеса Учения, вошёл в нирвану). Другие праздники, связанные с Буддой, это праздник первой проповеди, праздник нисхождения с небес и праздник, посвящённый сотворённому Буддой чуду, когда он «воспроизвёл себя в бесконечном ряду воплощений, а из его головы и ног попеременно струилось пламя». Каждый важный день тибетского религиозного календаря является, подобно празднованию Нового года, «большим временем» (дуйчен).
Тибетский календарь отстает от западного приблизительно на 4-6 недель. Например, первый тибетский месяц обычно выпадает на февраль, а восьмой — на сентябрь.

## Список
| Месяц        | Дата      | Праздник                   | Описание |
| ------------ | --------- | -------------------------- | --- |
| 1-й месяц    | 1-7       | Праздник Нового Года Лосар | Недельный праздник с карнавалами, лошадиными скачками и стрельбой из лука |
| 1-й месяц    | 4-25      | Монлам школы Гэлугпа       | Праздник Великого Обета — самое важное ритуальное событие года, введенное Цонкапой. Многочисленные паломники собираются у Джоканга в Лхасе.                                                                               |
| 1-й месяц    | 10-15     | Чотул Ченмо                | Празднование Великого чуда в Шравасти, когда Будда воспроизвел себя в бесконечном ряду воплощений, а из его головы и ног попеременно струилось пламя. В этот праздник зажигаются огни на крышах домов, и лампы — в окнах. |
| 2-й месяц    | 28-29     | -                          | Праздник, во время которого изгоняются злые духи. В этот день ламы с большими трубами окружают Лхасу. |
| 4-й месяц    | 7         | День паломника             | Важный месяц для паломников. День рождения Будды Шакьямуни |
| 4-й месяц    | 15        | Сага Дава                  | Праздник Просветления Будды Шакьямуни и его вступления в нирвану. В этот день играется опера на открытом воздухе, а пойманные животные отпускаются на свободу. Верующие стекаются к храму Джоканг в Лхасе на молитву.     |
| 5-й месяц    | 14-16     | Вывешивание танки          | Гигантская танка вывешивается в Ташилунпо в Шигадзе |
| 5-й месяц    | 15        | Праздник благовоний        | Говорят, что призраки рыскают в этот день. Тибетцы наряжаются и веселятся, чтобы их отогнать. |
| 5-й месяц    | 15-24     | Праздник Шотон             | Буквально «Праздник Йогурта». Поклонение Будде. В парках особенно под деревьями Норбулинки проводятся пикники, играются оперы. По ночам часто жгутся костры.                                                              |
| 6-й месяц    | 4         | Проповедь Будды            | Празднество в честь первой проповеди Будды в Сарнатхе. Паломники забираются на священные горы. |
| 6-й месяц    | 10        | День рождения Гуру Ринпоче | Этот праздник особенно популярен в монастырях ньингма. |
| 7-й месяц    | начало    | Праздник купания           | Длится около недели. Люди идут к речке, чтобы помыть себя и свои одежды. Говорят, это излечивает от любого заболевания.                                                                                                   |
| 7-й месяц    | окончание | Праздник Онкар             | Буквально 'Осматривание полей'. Обеспечивает хороший урожай. Проводятся скачки, состязания в стрельбе из лука и опера. |
| 7-8-й месяцы | полностью | Праздник Золотой Звезды    | Во время праздника тибетцы смывают с себя все страсти, жадность и зависть, отказываются от своего эго. Проводится ритуальное купание в реках и устраиваются пикники.                                                      |
| 8-й месяц    | 1-10      | Праздник Дажьюр            | Дажьюр проводится в Гьянце и Дамксунге. Это лошадиные скачки, различные спортивные соревнования и игры. |
| 8-й месяц    | 1-7       | Праздник Урожая            | Праздник проводится с молитвами, танцами, песнями и выпиванием |
| 9-й месяц    | 22        | -                          | Празднуется нисхождение Будды с небес, куда он взошёл, чтобы проповедовать Закон своей матери. Открыты все монастыри, где собираются паломники.                                                                           |
| 10-й месяц   | 25        | Праздник Цонкапы           | День, когда вспоминается уход Цонкапы. Зажигаются огни на крышах и лампы. |
| 12-й месяц   | 1-7       | Праздник Нового Года       | Проводится в Шигадзе |
| 12-й месяц   | 29        | Изгнание злых духов        | Проводится танец Цам, чтобы изгнать все зло уходящего года и подготовиться к Новому Году. |

## Лосар
Тибетский календарь — лунно-солнечный. Лосар (Праздник Нового года) празднуется в первые три дня первого лунного месяца. Тибетцы не отмечают лосар строго по новолунию. Сутки у них начинаются с рассвета независимо от положения луны. Но «энергетическое» качество года переключается именно в новолуние, когда сменяется элемент и/или животное года.
| Григорианский год | Тибетский год | Лосар                 | элемент и животное       |
| ----------------- | ------------- | --------------------- | ------------------------ |
| 2001              | 2127          | 24 — 26 января        | железо—змея              |
| 2002              | 2128          | 12 — 14 февраля       | вода—лошадь              |
| 2003              | 2129          | 1 — 3 февраля         | вода—овца                |
| 2004              | 2130          | 22 — 24 января        | дерево—обезьяна          |
| 2005              | 2131          | 9 — 11 февраля        | дерево—птица (или петух) |
| 2006              | 2132          | 30 января — 1 февраля | огонь—собака             |
| 2007              | 2133          | 18 — 20 февраля       | огонь—свинья             |
| 2008              | 2134          | 7 — 9 февраля         | земля—крыса              |
| 2009              | 2135          | 25 — 27 января        | земля—бык                |
| 2010              | 2136          | 14 — 16 февраля       | металл—тигр              |